# Lingdong
Lingdong är ett stadsdistrikt i Shuangyashans stad på prefekturnivå  i Heilongjiang-provinsen i nordöstra Kina. Det ligger omkring 360 kilometer öster om provinshuvudstaden Harbin.